# Schizaster
Genre
Schizaster est un genre d'oursins dits « irréguliers », appartenant à la famille des Schizasteridae.

## Description et caractéristiques
Ce sont des oursins irréguliers dont la bouche et l'anus se sont déplacés de leurs pôles pour former un « avant » et un « arrière ». La bouche se situe donc dans le premier quart de la face orale, et l'anus se trouve à l'opposé, tourné vers l'arrière. La coquille (appelée « test ») s'est également allongée dans ce sens antéro-postérieur.
Le test est ovale, avec un sulcus antérieur profond, et légèrement pointu vers l'arrière. 
Le disque apical est ethmolytique, pourvu de 4 gonopores. 
L'ambulacre antérieur est profondément enfoncé, les paires de pores de sa portion apicale sont élargies et spécialisées. 
les autres ambulacres sont eux aussi très enfoncés, les pétales antérieurs étant plus longs et plus courbes que les postérieurs. 
Le périprocte est petit et marginal, situé sur la face tronquée quasi-verticale. 
Le péristome s'ouvre vers l'avant, et est en forme de haricot. 
La plaque labrale est courte et large, et ne s'étend pas au-delà de la moitié de la première plaque ambulacraire ; elle est largement en contact avec les plaques sternales. Celles-ci sont larges et symétriques, et la suture sternale-épisternale se fait à l'arrière de la 5e plaque ambulacraire. 
La tuberculation aborale est fine, uniforme et dense. Les tubercules oraux sont aussi denses et uniformes. 
Les fascioles sont bien développés, autour des pétale et sur le côté. Le fasciole entourant les pétales est indenté par 3 plaques derrière les pétales antérieurs. Le fasciole latéro-anal porte des ramifications.
Ce genre semble être apparu à l'éocène.

## Liste des espèces
Selon World Register of Marine Species (31 mars 2015) :
- Schizaster compactus (Koehler, 1914) -- Océan Indien
- Schizaster doederleini (Chesher, 1972) -- Caraïbes
- Schizaster edwardsi Cotteau, 1889 -- Afrique de l'Ouest
- Schizaster floridiensis (Kier & Grant, 1965) -- Floride
- Schizaster gibberulus L. Agassiz in L. Agassiz & Desor, 1847 -- Mer Rouge et Océan Indien
- Schizaster lacunosus (Linnaeus, 1758) -- Océan Indien
- Schizaster orbignyanus A. Agassiz, 1880 -- Caraïbes
- Schizaster ovatus (Lindley, 2004) -- Papouasie
- Schizaster rotundatus (Döderlein, 1906) -- Galapagos

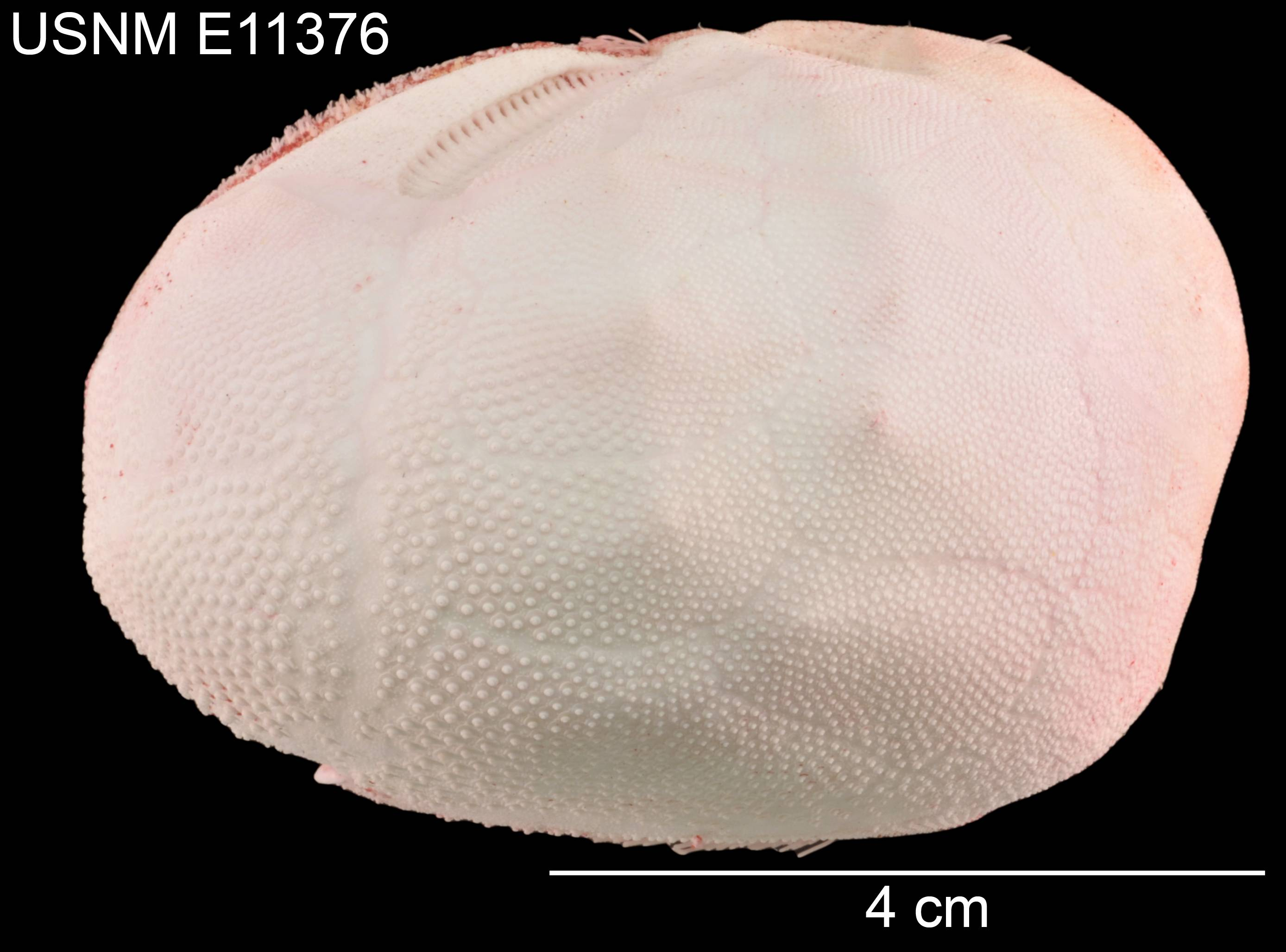
Schizaster doederleini (profil)
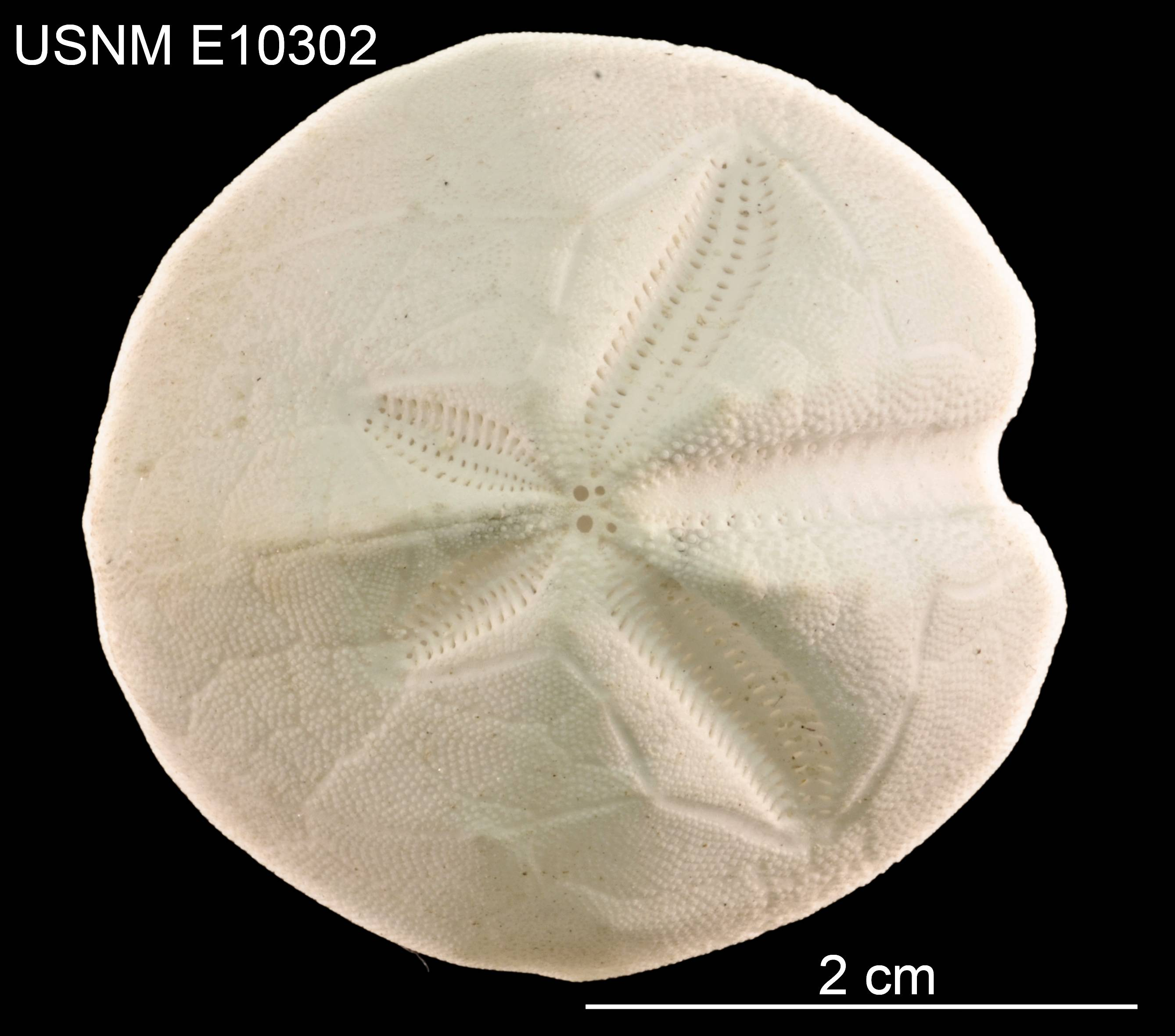
Schizaster floridiensis
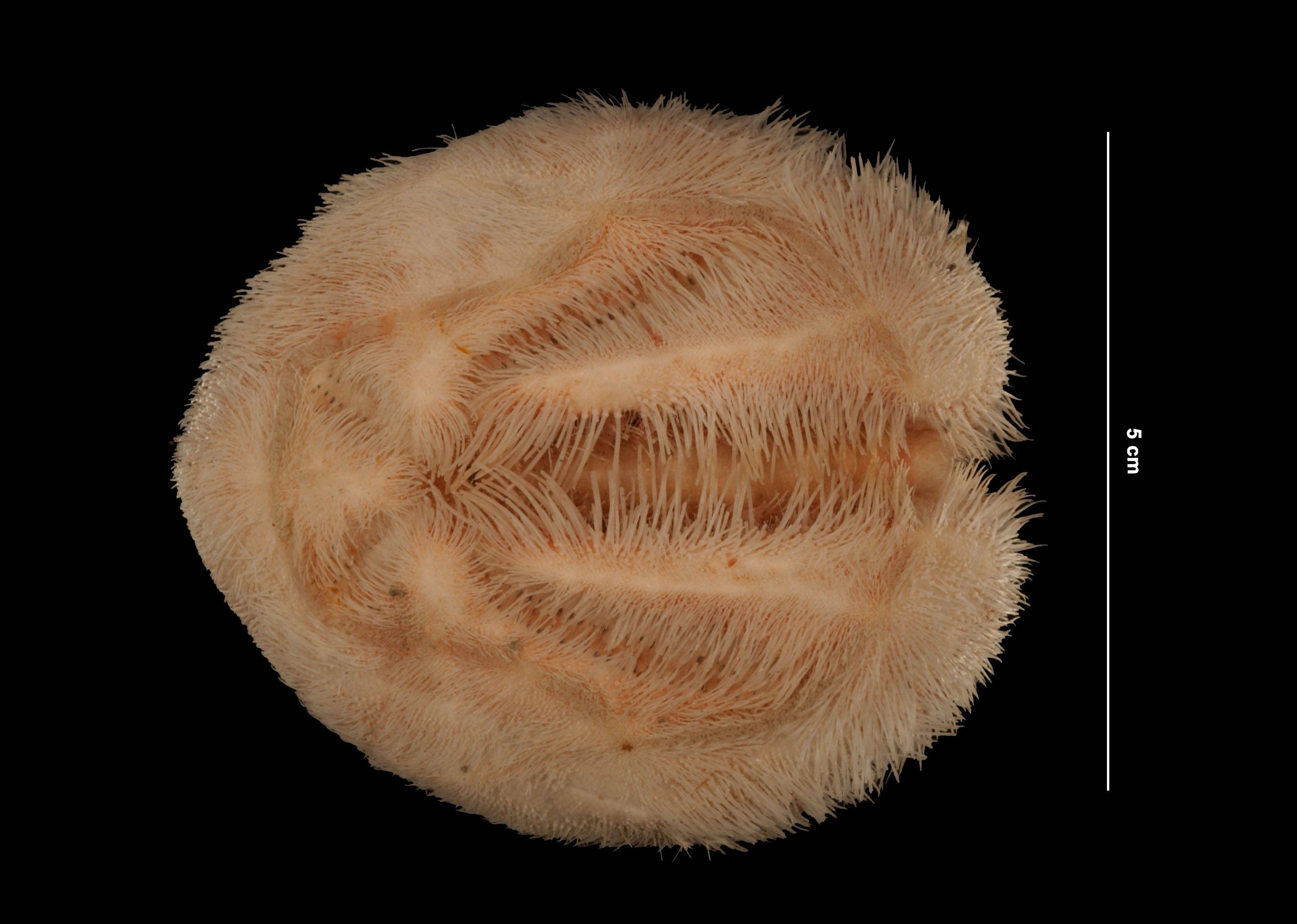
Schizaster orbignyanus

Espèces fossiles, toujours selon World Register of Marine Species (31 mars 2015) :

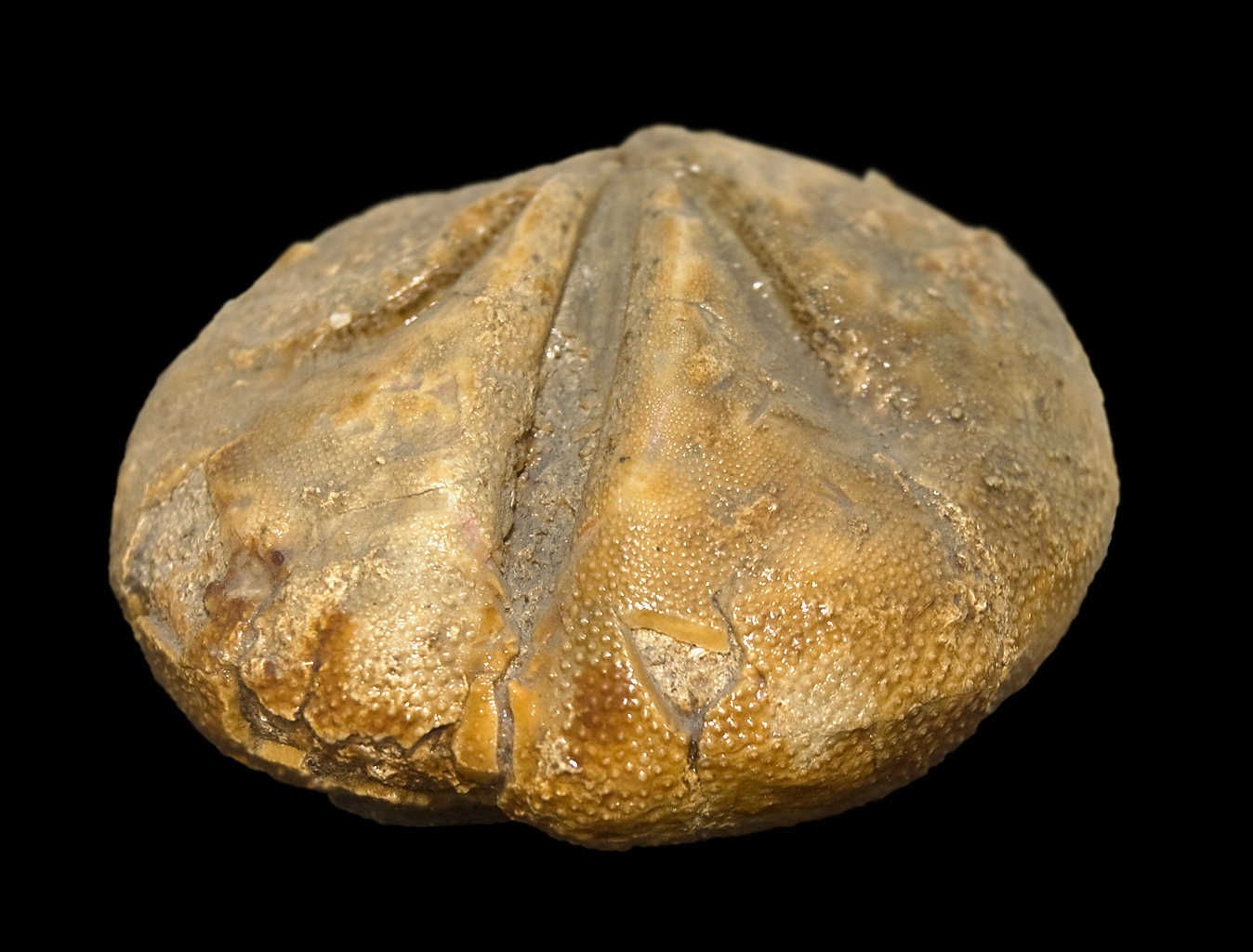
Fossile de Schizaster

- Schizaster alcaldei Sánchez Roig, 1949 †
- Schizaster alsiensis Maccagno, 1947 †
- Schizaster altissimus Arnold & H. L. Clark, 1927 †
- Schizaster bathypetalus Arnold & H. L. Clark, 1927 †
- Schizaster beckeri Cooke, 1942 †
- Schizaster brachypetalus Arnold & H. L. Clark, 1927 †
- Schizaster caobaense Sánchez Roig, 1949 †
- Schizaster cojimarensis Sánchez Roig, 1949 †
- Schizaster costaricensis Durham, 1961 †
- Schizaster delorenzoi Checchia-Rispoli, 1950 †
- Schizaster dumblei Israelsky, 1924 †
- Schizaster duroensis Kier, 1957 †
- Schizaster dyscritus Arnold & H. L. Clark, 1927 †
- Schizaster eopneustes Lambert, 1933 †
- Schizaster excavatus Martin, in Jeannet & Martin, 1937 †
- Schizaster fernandezi Sánchez Roig, 1952 †
- Schizaster gerthi Pijpers, 1933 †
- Schizaster gigas Sánchez Roig, 1953 †
- Schizaster granti Duncan & Sladen, 1883 †
- Schizaster guirensis Sánchez Roig, 1949 †
- Schizaster habanensis Sánchez Roig, 1949 †
- Schizaster hexagonalis Arnold & H. L. Clark, 1927 †
- Schizaster humei Lambert, 1932 †
- Schizaster hunti Kier, 1957 †
- Schizaster jeanneti Martin, in Jeannet & Martin, 1937 †
- Schizaster karkarensis Kier, 1957 †
- Schizaster kinasaensis Morishita, 1953 †
- Schizaster leprosorum Lambert, 1933 †
- Schizaster llagunoi Lambert & Sánchez Roig, in Sánchez Roig, 1949 †
- Schizaster marci Castex, 1930 †
- Schizaster miyazakiensis Morishita, 1956 †
- Schizaster morlini Grant & Hertlein, 1956 †
- Schizaster moronensis Sánchez Roig, 1951 †
- Schizaster munozi Sánchez Roig, 1949 †
- Schizaster narindensis Lambert, 1933 †
- Schizaster ocalanus Cooke, 1942 †
- Schizaster pappi Thirring, 1936 †
- Schizaster pentagonalis Sánchez Roig, 1953 †
- Schizaster persica Clegg, 1933 †
- Schizaster portisi Serra, 1932 †
- Schizaster pratti Israelsky, 1933 †
- Schizaster riveroi Sánchez Roig, 1952 †
- Schizaster rojasi Sánchez Roig, 1952 †
- Schizaster salutis Sánchez Roig, 1949 †
- Schizaster sanctamariae Sánchez Roig, 1949 †
- Schizaster santanae Sánchez Roig, 1949 †
- Schizaster schlosseri Traub, 1938 †
- Schizaster taiwanicus Hayasaka, 1948 †
- Schizaster vedadoensis Sánchez Roig, 1949 †